# GAZelle Next (furgoneta)
La GAZelle Next es el nuevo diseño de furgoneta/chasis carrozable de microcamión, producido por la firma rusa GAZ desde el año 2013, y con la cual se pretende sustituir a la serie de camiones de carga ligera y vanes de pasajeros de las series GAZelle y GAZelle-Business, como una actualización de los modelos más exitosos de la fabricante automotríz rusa.

## Historia
La producción de los primeros prototipos funcionales comenzó en el año 2011. Su producción en serie comenzó en la fábrica de automóviles de Gorki el 9 de abril de 2013. Con este modelo en particular, se inicia en la fábrica las pruebas de las matrices y moldes con el que se lanzó a labores el nuevo modelo de prensa de estampado, la prensa de estampado del modelo FLEXFORM Quintus.
Una característica de esta prensa es el uso de una matriz de estampaje de un solo sentido, con lo que la presión creada por el émbolo hidráulico alcanza los 100 MPa. El primer producto fabricado con el novedoso equipo es la camioneta y van de pasajeros "GAZelle-Next".
Un prototipo de la segunda serie de la "GAZelle Next", fue presentado en septiembre del 2012 en el marco del International Motor Show de Moscú. En el mismo año se produjeron cerca de 300 unidades de pre-serie del modelo "GAZelle Next", las cuales fueron destinadas para las respectivas pruebas de operación, las que fueron realizadas por los clientes leales del modelo, y que demostrasen el poseer una GAZelle o una GAZelle-Business. El 9 de abril de 2013 se anunció el inicio de la producción oficial y el lanzamiento en las líneas de la fabricante rusa. Las primeras unidades del furgón comenzaron a llegar a la red de distribuidores el 11 de abril, y el mismo día se vendió el primer vehículo de dicho modelo.[cita requerida]
El costo de la variante "GAZelle Next A-1" es de 650.000 rublos, y el precio de la siguiente versión en el mercado de la "GAZelle Next TO y TO-1" se sitúa entre los 680.000 hasta los 880.000 rublos -siguiendo como el modelo más económico de camioneta multiusos de Rusia-, siendo bastante económica, pero no tanto como sus predecesoras.

## Descripción
La serie "GAZelle Next" es la nueva familia de camiones ligeros de la firma GAZ. El nuevo modelo se ha vuelto más atractivo, según sus productores, y se asegura que el diseño de la cabina de la "GAZelle Next Business" es de tipo común, no pudiéndose diferenciar salvo por su carrocería. La suspensión delantera es de tipo de brazos independientes, y hay dos opciones de sistema de dirección; uno de piñón/cremallera convencional, y otro de dirección hidráulica. Los motores hasta ahora disponibles son de gasolina, y las variantes con motorización diésel de la serie "GAZelle Next" se verán hasta el año 2014, y antes de que se pida el necesario equipamiento, se venderá una versión que sólo estará disponible con un motor diésel de la firma Cummins (de tipo turbodiesel), similar al montado en la serie precedente. Uno de los equipos más necesarios es el de arranque en invierno, donde se instalará un quemador especial para la versión diésel, que contará con filtros de combustible calefaccionados y bujías de pre-arranque. En el mismo modelo pero con motorización a gasolina y como una opción, se podrá dotar un precalentador de arranque auxiliar en la bomba de combustible, y un "acondicionador" adicional en el circuito de refrigeración que mantendrá el líquido refrigerante a temperatura de funcionamiento. El rendimiento declarado por el fabricante del motor diésel es de 500 000 kilómetros (310 686 mi), siendo necesario su mantenimiento tan sólo cada 20000 km.[cita requerida]

### Tetris
El vehículo incluye un huevo de Pascua en su limitada electrónica. La pantalla del ordenador de a bordo, localizada en el cuadro de mandos, tras realizar una serie de acciones con los distintos, muestra una pantalla de Tetris manejable a través de los dos botones pulsadores tras el volante.

## Galería de imágenes

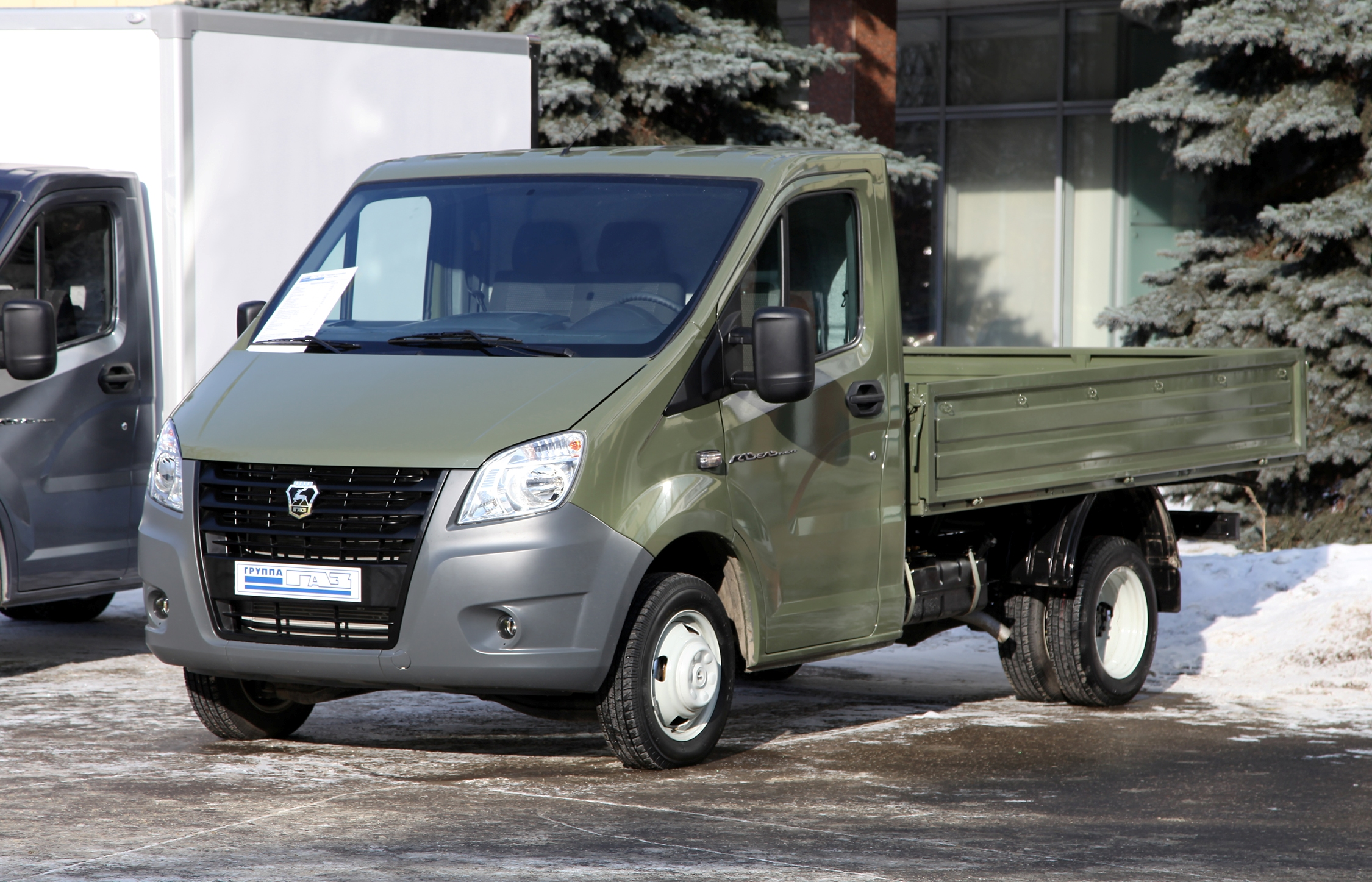
Camión camabaja "GAZ-A21R32", basado en el chasis del GAZelle-Next
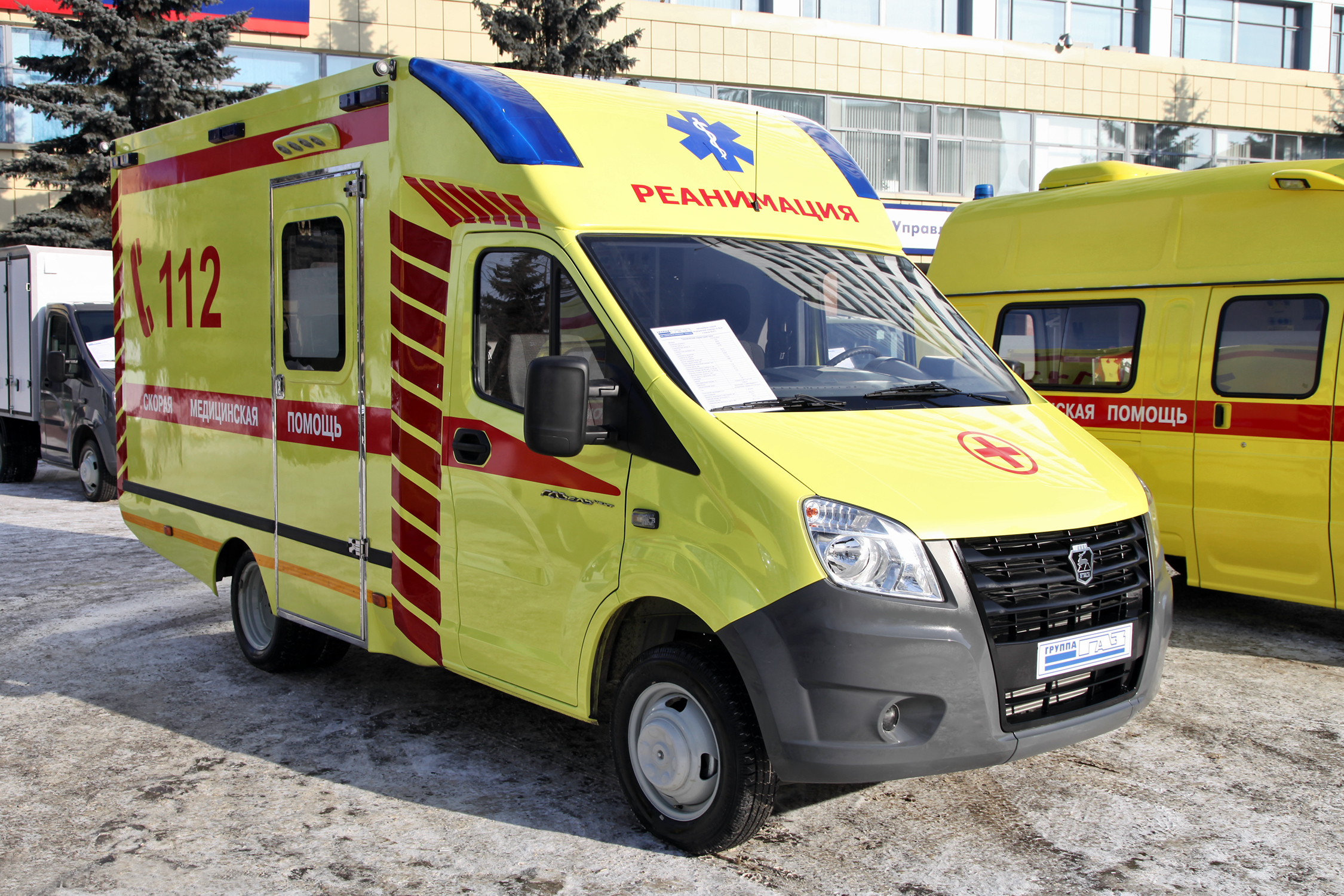
Ambulancia "GAZ-A21R22", basada en el chasis del GAZelle-Next

### Videos
- Video descriptivo de la GAZelle Next (audio en inglés).
- Video descriptivo de la GAZelle Next (audio en ruso).

- Datos: Q4130650
- Multimedia: GAZelle Next / Q4130650